# Skaly Kibalina
Die Skaly Kibalina (Transkription von russisch Скалы Кибалина) sind eine Gruppe von Felsvorsprüngen im südlichen Teil der Darwin Mountains des Transantarktischen Gebirges.
Russische Wissenschaftler benannten sie. Der weitere Benennungshintergrund ist nicht überliefert.